# Bruno Caneva
Bruno Caneva (Asiago, 2 febbraio 1912 – Mendoza, 5 agosto 2003) è stato un saltatore con gli sci e militare italiano.

## Biografia

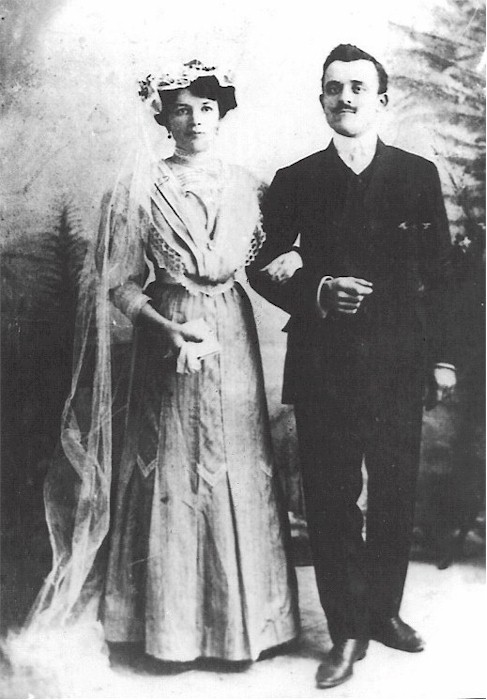
Antonio Caneva e Maria Silvagni nel 1905

Figlio di Antonio e Maria Antonietta Silvagni nel 1930 ottenne la sua prima medaglia d'argento nel salto con gli sci ai Campionati italiani, guadagnando il secondo posto. Nel 1932 e nel 1935 vinse invece la medaglia d'oro nella medesima disciplina.
Durante la seconda guerra mondiale fu sergente nel 9º Reggimento alpini della 3ª Divisione "Julia" nella campagna di Grecia. Dopo più di due mesi di prima linea presso il monte Trebeshina fu ricoverato in un ospedale da campo di Tepelenë finché non fu rimpatriato. Gli fu riconosciuta la pensione di invalidità.
Dopo l'armistizio dell'8 settembre 1943, come molti suoi familiari (il cugino Giovanni Battista divenne federale di Vicenza), aderì alla Repubblica Sociale Italiana. Promosso sergente maggiore, fu comandante del presidio di Asiago del Centro Reclutamento Alpini (CRA) di Bassano del Grappa in cui prestarono servizio anche i fratelli Adelmo (1920-) e Antonio "Tonin" (1924-1975). Il 21 novembre 1943 a Marostica il gruppo partigiano di Fontanelle di Conco uccise lo zio 60nne Alfonso Caneva. Alfonso Caneva fu la prima vittima della guerra civile in territorio vicentino. Tra il 10-11 gennaio 1944 Caneva prese parte al rastrellamento che aveva come obiettivo i partigiani del Gruppo di Fontanelle di Conco. I partigiani erano già indeboliti dalla faida interna (nel corso della quale quattro partigiani garibaldini erano stati uccisi da altri partigiani dello stesso gruppo): molti caddero prigionieri e quattro furono fucilati il 14 gennaio a Marostica.
In seguito l'intero reparto fu inquadrato direttamente nelle Schutzstaffel e a Caneva fu riconosciuto il grado di Oberscharführer (maresciallo).
L'8 giugno 1944, nel corso di un rastrellamento il reparto di Caneva assassinò in combattimento il partigiano Rodino Fontana. La vittima era un partigiano che soleva vestire pantaloni e maglione inglesi (il suo nome di battaglia era appunto "Marinaio inglese") e pertanto, durante il processo del dopoguerra, fu dimostrato che il Caneva ed i militari alle sue dipendenze spararono credendolo un nemico, e furono assolti. L'8 agosto 1944 Caneva fu ferito gravemente durante un combattimento in Val d'Assa e dovette cedere il comando della piazza al fratello Adelmo. Fu ricoverato nell'ospedale militare della Luftwaffe di Caldogno e da lì poi trasportato a Merano e poi in Germania negli ospedali di Munsterzwarach e di Miltenberg.
Dopo la Liberazione rimase in Germania, dove divenne istruttore di sci. Caneva fuggì quindi in Argentina, protetto dal governatore peronista Blas Brisoli, dove divenne guida alpina e maestro di sport invernali sulle Ande, anche per l'esercito argentino. Era precedentemente stato istruttore del presidente argentino Perón, quand'egli era funzionario militare dell'ambasciata argentina in Italia.

### Condanne e indagini
Il 22 maggio 1947 Caneva fu condannato a 30 anni di reclusione, di cui 10 immediatamente condonati, per collaborazionismo e per l'uccisione del partigiano Rodino Fontana. La pena fu poi ridotta a 2 anni il 3 aprile 1954 dal Tribunale di Vicenza che lo scaglionò dall'accusa di omicidio del partigiano (v. sopra informazioni dettagliate sull'episodio).
Nel 1999 fu accusato di aver partecipato alla strage di Pedescala, in quanto qualche abitante disse di avere visto uno dei fratelli Caneva in paese il giorno prima dell'inizio dell'eccidio.
A seguito del clamore mediatico alla notizia sulla cattura del criminale nazista Erich Priebke, fu raggiunto nel 1996 da un giornalista italiano. Si dichiarò estraneo alle vicende a lui imputategli rifiutando l'estradizione per l'indagine sulla strage di Pedescala. Nell'estate dello stesso anno, il pubblico ministero militare Sergio Dini iscrisse lui e il fratello Adelmo nel registro degli indagati. Nel 1997 la procura chiese l'archiviazione del procedimento, accolta nel 1998. 
Poco dopo, il Comitato vittime civili di Pedescala raccolse nuove testimonianze, il che fece iscrivere nuovamente Caneva nel registro degli indagati. Il 5 ottobre 1999 il procuratore Maurizio Block interrogò Caneva a Mendoza, il quale si disse innocente dichiarando che nei giorni in cui i reati ascrittigli erano compiuti egli era ricoverato in ospedale. Secondo Block, i documenti forniti tra cui la testimonianza di un'infermiera, furono giudicati «di dubbia valenza», «ma le deposizioni che vorrebbero Caneva sul luogo dell'eccidio non sono processualmente utilizzabili e nessuna prova che Caneva avesse partecipato moralmente o materialmente alla strage». Pochi giorni dopo si decise l'archiviazione per insufficienza di prove.
Nonostante ciò, a seguito di ulteriori indagini, il Centro Simon Wiesenthal iniziò negli anni seguenti a fare pressioni sul governo Berlusconi e sull'esecutivo di Néstor Kirchner ai fini di ottenere l'estradizione di Caneva per la strage nazista, richiesta mai inoltrata dalla procura militare italiana. Morì novantunenne a Mendoza, per un cancro alla prostata, pochi giorni dopo l'assicurazione di Kirchner di occuparsi della vicenda. Aveva una pensione di guerra tedesca e una argentina come istruttore di sci.

## Palmarès

### Campionati italiani
- 3 medaglie[17]:
  - 2 ori: (1932 - 1935)
  - 1 argento: (1930)